# 基礎工学
基礎工学（きそこうがく）は、土木（および建築）分野における「基礎」についての工学、の場合と、工学の色々な分野に共通するような基礎となる事柄についての工学、の場合と、それぞれ2種類の別の語である。

## 土木における基礎工学
基礎工学（きそこうがく、英語: foundation engineering）とは、土木工学における基礎についての工学である。地盤の調査や試験、地盤の支持力や変形を計算した上での基礎の設計および施工、地盤改良、基礎の維持管理などを扱う。紀元前から既に研究されていたが本格的に発展するのはカール・テルツァーギが土質力学との関係で整理し科学的に体系づけてからであるとされている。

## 工学の基礎についての工学
基礎工学（きそこうがく、英語: engineering science）とはアメリカ工学教育協会が1950年代後半に提唱した自然科学的な観点から各種の工学を再編成しようという運動において提唱された分野のひとつで、工学という名の付くあらゆる分野に共通する、設計などといった要素を扱う工学であり、その教育や研究の確立が図られた。日本ではいくつかの大学に基礎工学部がある。